# Premê Quase Lindo
Premê Quase Lindo é um documentário brasileiro lançado em 2015. O documentário se trata do grupo Premeditando o Breque, também conhecido como Premê, e mostra várias cenas raras de shows e entrevistas.
A direção do filme é de Alexandre Sorriso e de Danilo Moraes, filho de Wandi Doratiotto. O filme foi também lançado em DVD pela distribuidora Sonora.